# Vardahovit
Vardahovit (en arménien Վարդահովիտ ) est une communauté rurale du marz de Vayots Dzor, en Arménie. Comprenant également les localités de Getikvank et de Sevajayr, elle compte 235 habitants en 2008.